# (7460) Julienicoles
(7460) Julienicoles est un astéroïde de la ceinture principale.

## Description
(7460) Julienicoles est un astéroïde de la ceinture principale. Il fut découvert le 9 mai 1984 à Palomar par James B. Gibson. Il présente une orbite caractérisée par un demi-grand axe de 2,43 UA, une excentricité de 0,13 et une inclinaison de 3,2° par rapport à l'écliptique.

## Compléments